# بلشون أعرج
بلشون أعرج (Ardea cocoi) هو نوع من طيور الخواضة ذات الأرجل الطويلة من فصيلة البلشونيات الموجود في جميع أنحاء أمريكا الجنوبية. لديه في الغالب ريش رمادي شاحب مع قمة رمادية داكنة. آكل اللحوم، يصطاد الأسماك والقشريات في المياه الضحلة.

## معرض الصور

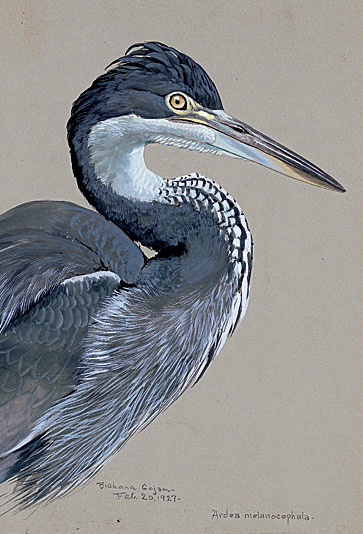